# Sauvignon Blanc

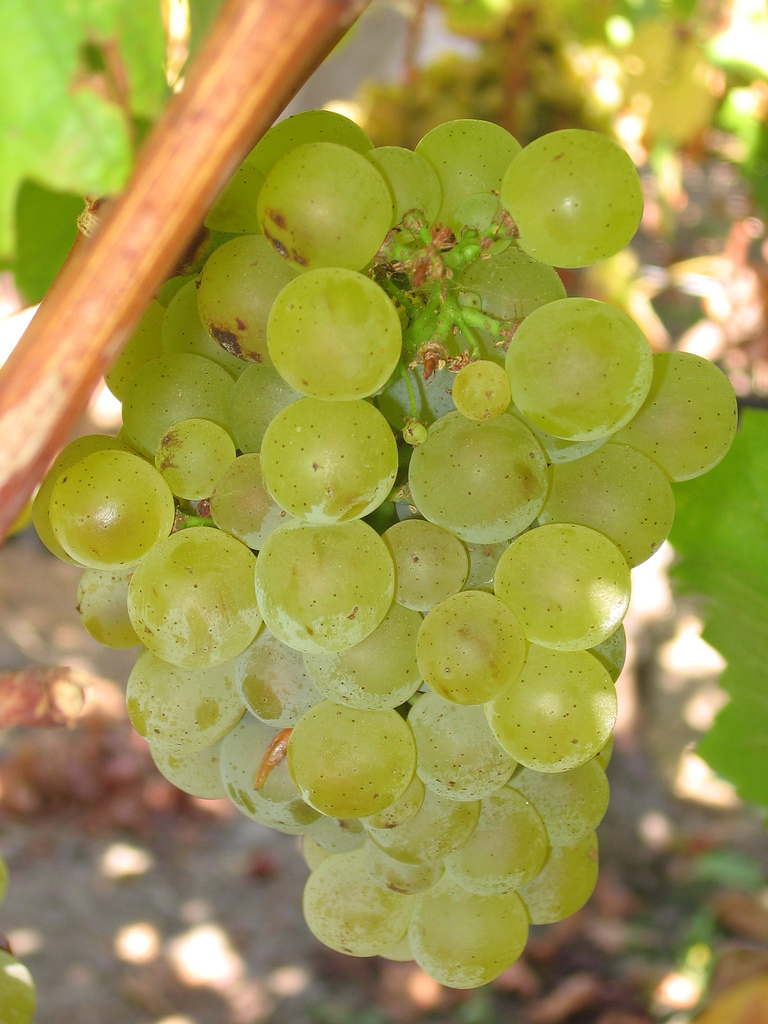
Sauvignon blanc-druif

De Sauvignon Blanc is een witte druif met een groenige schil, gebruikt voor de bereiding van witte wijn. Deze druif wordt in veel wijnlanden aangeplant. De oorsprong ligt in Zuidwest-Frankrijk.
Het is de voorname druif in Sauternes en Barsac, maar zeker ook in de Loirevallei. In meer streken maakt men van deze druif succesvolle wijnen, zowel zoet als droog.
Wijn gemaakt van deze druif ruikt naar buxus, wit fruit en bloemen. Bij het proeven van de wijn, valt de smaak van groene appels, kruisbessen, soms ananas en lychee op. De wijn heeft een frisse afdronk. Voor Noord-Franse wijnen soms knisperend droog, uit warmere gebieden zachter van smaak. Deze geur- en smaakcomponenten zijn minder uitgesproken als deze druif in een assemblage met andere druiven wordt gebruikt.
In de 18e eeuw verspreidde de sauvignon blanc zich met emigranten naar Spanje, Noord-Italië, Nieuw-Zeeland, Chili, de Verenigde Staten en Zuid-Afrika.
In Frankrijk vindt men deze druif vaak in de "monocépage" (slecht één druivenras) van de Loire, Bordeaux en Languedoc.
Bekende wijnen uit deze druif zijn: Sancerre, Menetou-Salon en Pouilly-Fumé. Daarnaast zijn er assemblages met de Sémillon-druif in de bordeaux. Het aantal goede wijnen op basis van de Sauvignon uit de nieuwe wijnwereld vertoont een stijgende lijn. 

## Synoniemen[1]
- Beyaz sauvignon
- Blanc doux
- Blanc fumé
- Bordeaux bianco
- Douce blanche
- Feher sauvignon
- Feigentraube
- Fie
- Fie dans le Neuvillois
- Fumé
- Fumé blanc
- Fumé surin
- Genetin
- Gennetin
- Gentin à Romorantin
- Gros sauvignon
- Libournais
- Melkii sotern
- Muskat Silvaner
- Muskat Sylvaner
- Muskat Sylvaner Weisser
- Muskatani
- Silvanec
- Muskatni silvanac
- Muskatni Silvanec
- Muskatsilvaner
- Painechon
- Pellegrina
- Petit sauvignon
- Picabon
- Piccabon
- Pinot mestny bely
- Pissotta
- Puinechou
- Punechon
- Punechou
- Quinechon
- Rouchelin
- Sampelgrina
- Sarvonien
- Sauternes
- Sauvignon
- Sauvignon à gros grains
- Sauvignon bianco
- Sauvignon bijeli
- Sauvignon blanco
- Sauvignon fumé
- Sauvignon gros
- Sauvignon jaune
- Sauvignon jeune
- Sauvignon petit
- Sauvignon vert
- Sauvignon white
- Savagnin
- Savagnin blanc
- Savagnin musque
- Savagnou
- Savignon
- Servanien
- Servonien
- Servoyen
- Sobinion
- Souternes
- Sovinak
- Sovinjon
- Sovinjon beli
- Sovinon
- Sovinon belyi
- Spergolina
- Surin
- Suvinjo
- Sylvaner musque
- Uva pelegrina
- Verdo belyi
- Weisser Sauvignon
- Zoeld ortlibi